# Кам'яне вугілля

Хімічна структура вугілля

Кам'яне́ вугі́лля — тверда горюча корисна копалина, один з видів вугілля викопного, проміжний між бурим вугіллям і антрацитом (див. також: Класифікація вугілля).

## Історія
Кам'яне вугілля було відоме ще в стародавньому світі. У Давній Греції кам’яне вугілля і його властивості були відомі принаймні з IV ст. до н. е. (перша згадка — у «Метеорології» Аристотеля в 340 р. до н. е., більш детальний опис у роботі Теофраста «Про камені»), але завдяки величезним і легкодоступним лісовим масивам перевага в процесі виплавлення металу надавалася деревному вугіллю, яке до пізнього середньовіччя залишалося в Європі єдиним типом металургійного палива.
Першу згадку про вугілля пов'язують з Аристотелем (IV ст. до н. е.). Кількома десятиріччями пізніше, його учень Теофраст Ересський в «Трактаті про каміння» писав:

«…звуться ці викопні речовини антрацитом (або вугіллям)… вони спалахують та горять подібно до деревного вугілля…»

Стародавні римляни видобували кам'яне вугілля для опалення на території нинішньої Великої Британії. У І ст. до н. е. в китайській провінції Юннань вугілля нагрівали без доступу повітря та отримували кокс.

## Характеристика
Щільна порода чорного, іноді сіро-чорного кольору. Блиск смоляний або металічний. В органічній речовині кам'яного вугілля міститься 75-92 % вуглецю, 2,5-5,7 % водню, 1,5-15 % кисню. Містить 2-48 % летких речовин. Вологість 1-12 %. Вища теплота згоряння в перерахунку на сухий беззольний стан 30,5-36,8 МДж/кг. Кам'яне вугілля належить до гумолітів; сапропеліти і гумітосапропеліти присутні у вигляді лінз та невеликих прошарків.
Утворення кам'яного вугілля характерне майже для всіх геологічних систем — від девону до неогену (включно); воно активно утворювалося в карбоні, пермі, юрі. Залягає кам'яне вугілля у формі пластів і лінзовидних покладів різної потужності (від десятків см до декількох десятків і сотень м) на різних глибинах (від виходів на поверхню до 2500 м і глибше).
Кам'яне вугілля характеризується нейтральним складом органічної маси. Воно не реагує зі слабими лугами ні в звичайних умовах, ні під тиском. Бітуми кам'яного вугілля, на відміну від бурого вугілля, представлені переважно сполуками ароматичної структури. У кам'яному вугіллі не виявлені жирні кислоти і естери, мало сполук зі структурою парафінів.
Вугільна речовина є неферомагнітною (діамагнітною), мінеральні домішки характеризуються парамагнітними властивостями. Магнітна сприйнятливість вугілля зростає зі збільшенням їх стадії метаморфізму. За своїми тепловими властивостями кам'яне вугілля наближається до теплоізоляторів.
Головні технологічні властивості кам'яного вугілля, що визначають його цінність: спікливість і коксівна здатність. Стандартний показник спікливості — індекс Рога (RI) і товщина пластичного шару в апараті Л. М. Сапожникова.

## Утворення
Кам'яне вугілля утворилося з продуктів розкладу органічних залишків рослин, що зазнали зміни (метаморфізм) в умовах високого тиску навколишніх порід земної кори і порівняно високої температури.
При зануренні вугленосної товщі на глибину в умовах підвищення тиску і температури відбувається послідовне перетворення органічної маси, зміна її хімічного складу, фізичних властивостей і молекулярної будови. Всі ці перетворення позначаються терміном «регіональний метаморфізм вугілля». На кінцевій (вищій) стадії метаморфізму кам'яне вугілля перетворюється в антрацит з яскраво вираженою кристалічною структурою графіту. Крім регіонального метаморфізму, іноді (рідше) мають місце перетворення під впливом тепла вивержених порід, що розташовані поряд з вугленосними товщами (перекривають або підстилають їх) — термальний метаморфізм, а також безпосередньо у вугільних пластах — контактовий метаморфізм. Зростання міри метаморфізму в органічній речовині кам'яного вугілля прослідковується послідовним збільшенням відносного вмісту вуглецю і зменшенням вмісту кисню і водню. Послідовно знижується вихід летких речовин (від 50 до 8 % в перерахунку на сухий беззольний стан); змінюються також теплота згоряння, здатність спікатися і фізичні властивості вугілля. Зокрема лінійно змінюються блиск, відбивна здатність вітриніту, насипна маса вугілля та інші властивості. Інші важливі фізичні властивості (пористість, густина, щільність, спікливість, теплота згоряння, пружні властивості та ін.) змінюються або виразно за яскраво вираженим параболічним законом або за змішаним.
Як оптичний критерій стадії метаморфізму вугілля використовується показник відбивної здатності вітриніту; він застосовується також і в нафтовій геології для встановлення стадії катагенного перетворення осадової товщі, що вміщає органічну речовину. Відбивна здатність вітриніту в масляній імерсії (R0) послідовно зростає від 0,5-0,65 % для вугілля марки Д до 2-2,5 % для вугілля марки Т.
Щільність та густина кам'яного вугілля залежать від петрографічного складу, кількості і характеру мінеральних домішок та міри метаморфізму. Найбільшою густиною (1300—1500 кг/м³) характеризуються компоненти групи фюзиніту, найменшою (1280—1300 кг/м³) — групи вітриніту. Зміна густини з підвищенням міри метаморфізму відбувається за параболічним законом з інверсією в зоні переходу до групи жирних; в малозольних відмінах вона знижується від вугілля марки Д до марки Ж в середньому від 1370 до 1280 кг/м³ і потім послідовно зростає для вугілля марки Т до 1340 кг/м³.
Загальна пористість вугілля змінюється також за екстремальним законом; для донецького вугілля марки Д вона становить 22-14 %, вугілля марки К 4-8 % і збільшується (мабуть, внаслідок розпушення) до 10-15 % для вугілля марки Т. Пори у вугіллі розділяють на макропори (сер. діаметр 500·10-10 м та мікропори (5-15)·10-10 м. Проміжок займають мезопори. Макропористість зменшується зі збільшенням стадії метаморфізму, а мікропор — навпаки. Ендогенна (розвинена в процесі утворення вугілля) тріщинність, що оцінюється кількістю тріщин на кожні 5 см блискучого вугілля, контролюється стадією метаморфізму вугілля: вона зростає до 12 тріщин при переході бурого вугілля в довгополуменеве, має максимум в 35-60 для коксівного вугілля і послідовно меншає до 12-15 тріщин при переході до антрацитів. Такій же закономірності підлеглі зміни пружних властивостей вугілля — модуля Юнга, коефіцієнту Пуассона, Модуля зсуву (зрізу), швидкості ультразвуку. Механічна міцність кам'яного вугілля характеризується їх дробимістю, крихкістю та твердістю, тимчасовим опором стисненню.

## Класифікація, різновиди
Кам'яне вугілля розділяють на блискуче, напівблискуче, напівматове, матове. У залежності від переваження тих або інших петрографічних компонентів виділяють вітренове, кларенове, дюрено-кларенове, кларено-дюренове, дюренове і фюзенове кам'яне вугілля. Пласти вугілля можуть бути складені одним з вказаних літотипів, частіше їх чергуванням. Як правило, блискучі відміни вугілля малозольні внаслідок незначного вмісту мінеральних домішок.
Серед структур органічної речовини вугілля виділено 4 типи (телінітовий, посттелінітовий, преколінітовий і колінітовий), які є послідовними стадіями єдиного процесу розкладання лігніно-целюлозних тканин. До генетичних груп кам'яного вугілля, крім цих 4 типів, додатково включено лейптинітове вугілля. Кожна з 5 генетичних груп за типом речовини мікрокомпонентів вугілля поділена на відповідні класи.
Існує багато видів класифікації кам'яного вугілля: за речовинним складом, петрографічним складом, генетичні, хіміко-технологічні, промислові та змішані. Генетичні класифікації характеризують умови накопичення вугілля, речовинні і петрографічні — його речовинний та петрографічний склад, хіміко-технологічні — хімічний склад вугілля, процеси формування та промислової переробки, промислові — технологічне групування видів вугілля в залежності від вимог промисловості. Класифікації вугілля в пластах використовуються для характеристики вугільних родовищ.

### Промислова класифікація вугілля
За основу промислової класифікації кам'яного вугілля в окремих країнах приймаються різні параметри властивостей і складу вугілля: в США кам'яне вугілля класифікують за теплотою згоряння, вмістом зв'язаного вуглецю і відносним вмістом летких речовин, в Японії — за теплотою згоряння, так званим паливним коефіцієнтом і міцністю коксу або нездатністю до коксування. У СРСР до 1954 р. як основна промислова класифікація діяла розроблена в 1930 р. В. С. Кримом так звана Донецька класифікація. Вона називається іноді «марочною», одночасно є і генетичною, оскільки покладені в її основу зміни властивостей вугілля віддзеркалюють їх зв'язок з генетичним розвитком органічної речовини вугілля.
В Україні використовувалася стандартизована класифікація вугілля. За середнім виходом летких речовин (Vdaf) і характеристикою нелеткого залишку з урахуванням спікливості і величини теплоти згоряння кам'яне вугілля поділяли на 10 основних марок: довгополуменеве (Д), газове (Г), газовожирне (ГЖ), жирне (Ж), коксове жирне (КЖ), коксівне (К), коксове друге (К2), слабкоспікливе (СС), опіснене спікливе (ОС) і пісне (П). Від марки Д до марки П вміст вуглецю послідовно збільшується від 76 до 92 %, а вихід летких речовин зменшується з 42 до 7-12 %. У кожній з марок, крім Д і Г, за технологічними властивостями виділяють декілька технологічних груп. Для Донбасу виділяють такі марки вугілля: Д, Г, ГЖ, Ж, К, ОС, П; для Львівсько-Волинського басейну: Д, Г, ГЖ, Ж.
Класифікація вугілля весь час удосконалюється. Однією з перспективних вважається геолого-промислова класифікація, концепція якої запропонована в останні роки ХХ ст. українськими вченими (С. Д. Пожидаєв та ін.). Останній варіант класифікації вугілля унормовано за стандартом України «Вугілля буре, кам'яне та антрацит» (ДСТУ 3472-96) — див. викопне вугілля.

## Поклади
| Країна          | Кам'яне вугілля | Буре вугілля | Всього | %     |
| --------------- | --------------- | ------------ | ------ | ----- |
| США             | 111338          | 135305       | 246643 | 27,1  |
| Росія           | 49088           | 107922       | 157010 | 17,3  |
| Китай           | 62200           | 52300        | 114500 | 12,6  |
| Індія           | 90085           | 2360         | 92445  | 10,2  |
| Австралія       | 38600           | 39900        | 78500  | 8,6   |
| Південна Африка | 48750           | 0            | 48750  | 5,4   |
| Україна         | 16274           | 17879        | 34153  | 3,8   |
| Казахстан       | 28151           | 3128         | 31279  | 3,4   |
| Польща          | 14000           | 0            | 14000  | 1,5   |
| Бразилія        | 0               | 10113        | 10113  | 1,1   |
| Німеччина       | 183             | 6556         | 6739   | 0,7   |
| Колумбія        | 6230            | 381          | 6611   | 0,7   |
| Канада          | 3471            | 3107         | 6578   | 0,7   |
| Чехія           | 2094            | 3458         | 5552   | 0,6   |
| Індонезія       | 740             | 4228         | 4968   | 0,5   |
| Туреччина       | 278             | 3908         | 4186   | 0,5   |
| Мадагаскар      | 198             | 3159         | 3357   | 0,4   |
| Пакистан        | 0               | 3050         | 3050   | 0,3   |
| Болгарія        | 4               | 2183         | 2187   | 0,2   |
| Таїланд         | 0               | 1354         | 1354   | 0,1   |
| Північна Корея  | 300             | 300          | 600    | 0,1   |
| Нова Зеландія   | 33              | 538          | 571    | 0,1   |
| Іспанія         | 200             | 330          | 530    | 0,1   |
| Зімбабве        | 502             | 0            | 502    | 0,1   |
| Румунія         | 22              | 472          | 494    | 0,1   |
| Венесуела       | 479             | 0            | 479    | 0,1   |
| Всього          | 478771          | 430293       | 909064 | 100,0 |

Найбільші розвідані запаси кам'яного вугілля в Україні зосереджені в Донецькому кам'яновугільному басейні та у Львівсько-Волинському вугільному басейні.
За кордоном — в Карагандинському, Південно-Якутському, Мінусинському, Буреїнському, Тунгуському, Ленському, Таймирському, Аппалачському, Пенсильванському, Нижньорейнсько-Вестфальському (Рурському), Верхньосілезькому, Остравсько-Карвінському, Шаньсі, Південно-Уельському басейнах.
Серед найбільших кам'яновугільних басейнів, промислова розробка яких розпочалась у XVIII–XIX ст., виділяють Центральну Англію, Південний Уельс, Шотландію та Ньюкасл (Велика Британія); Вестфальський (Рур) та Саарбрюккенський басейни (Німеччина); родовища Бельгії та Північної Франції; басейни Сент-Етьєна (Франція); Сілезії (Польща); Донецький басейн (Україна).

## Використання
Кам'яне вугілля використовується як технологічна, енерго-технологічна і енергетична сировина, при виробництві коксу і напівкоксу з отриманням великої кількості хімічних продуктів (нафталін, феноли, пек тощо), на основі яких одержують добрива, пластмаси, синтетичні волокна, лаки, фарби і т.і.
Один з найперспективніших напрямів використання кам'яного вугілля — скраплення (зрідження) — гідрогенізація вугілля з отриманням рідкого палива.
При переробці кам'яного вугілля отримують також:
- активне вугілля, штучний графіт і т. д.;
- в промислових масштабах вилучається ванадій, ґерманій і сірка;
- розроблені методи отримання ґалію, молібдену, цинку, свинцю.

• у ролі пластмаси
Існують різні схеми неенергетичного використання кам'яного вугілля на основі термохімічної, хімічної та іншої переробки з метою їх повного комплексного використання і забезпечення охорони довкілля. Для задоволення потреб економіки Україна щорічно використовує близько 100 млн т вугілля, з яких майже 80 млн т видобувається вітчизняними підприємствами.

## Виноски
1. ↑  Аристотель. Метеорологика // Соч. Т. 3. — М.: Мысль, 1981. — С. 441—558
2. ↑  Наумов Л. С. На орбите кокса. / Л. С. Наумов, Л. Д. Соболев. — М. : Металлургия, 1984. — 96 с
3. ↑  Харлампович Г. Д. Черный хлеб металлургии. / Г. Д. Харлампович, А. А. Кауфман — М. : Металлургия, 1983. — 160 с.
4. ↑  піснувато-спікливе
5. ↑  
BP Statistical review of world energy June 2007 (англійською) . Архів оригіналу за 06.02.2009. Процитовано 02.04.2008.